# Mexico Citys internationella flygplats
Mexico Citys internationella flygplats (IATA: MEX, ICAO: MMMX) (även: Benito Juárez internationella flygplats) (spanska: Aeropuerto Internacional de la Ciudad de México) är en internationell flygplats som betjänar miljonstaden Mexico City. Det är Mexikos och Latinamerikas mest trafikerade flygplats. 
Flygplatsen är flygbolaget Aeroméxicos huvudsakliga hubb. Den är även en hubb för Volaris samt en fokusort för Viva Aerobus.